# Матвиенко, Андрей Григорьевич

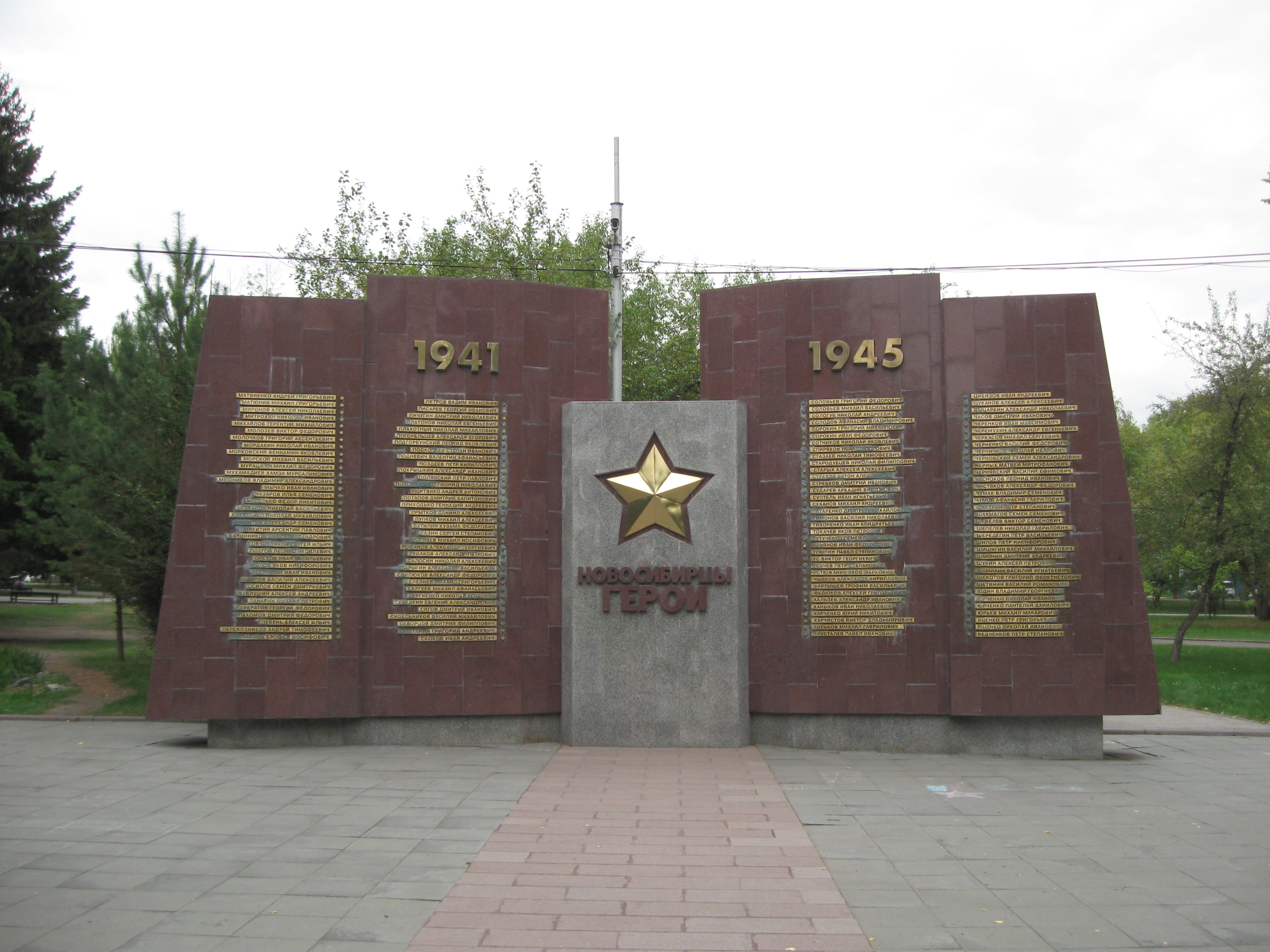
Монумент Славы в Новосибирске.

Андре́й Григо́рьевич Матвие́нко (5 марта 1925, Бочаниха, Омская губерния — 11 октября 1984, Куртамыш, Курганская область) — гвардии сержант Советской Армии, участник Великой Отечественной войны, Герой Советского Союза (1945). После войны работал шофёром в автохозяйстве, в «Сельхозтехнике», многие годы был инструктором-водителем и механиком автомотоклуба ДОСААФ.

## Биография
Андрей Григорьевич Матвиенко родился 5 марта 1925 года в деревне Бочаниха Купинской волости Татарского уезда Омской губернии, ныне село входит в Баганский сельсовет Баганского района Новосибирской области. Русский.
Окончив начальную школу, работал в колхозе имени Степана Разина.
В сентябре 1943 года был мобилизован в трудармию для работы на одном из оборонных заводов города Новосибирска. В марте 1944 года Матвиенко был призван на службу в Рабоче-крестьянскую Красную Армию. В запасном полку получил специальность наводчика танкового орудия.
С мая 1944 года член ВЛКСМ.
С октября 1944 года — на фронтах Великой Отечественной войны.
К январю 1945 года гвардии сержант Андрей Матвиенко командовал орудием танка Т-34 3-го танкового батальона 47-й гвардейской танковой бригады 9-го гвардейского танкового корпуса 2-й гвардейской танковой армии 1-го Белорусского фронта. Отличился во время освобождения Польши. В боях под Жирардувом Матвиенко лично уничтожил 2 противотанковых артиллерийских орудия и около 30 солдат и офицеров противника. Когда в районе Сохачева погиб командир танка, Матвиенко заменил его собой и успешно руководил экипажем во время разгрома немецкой колонны, в результате которого было уничтожено более 20 автомашин и около 40 солдат и офицеров противника. В боях непосредственно на улицах Сохачева Матвиенко лично уничтожил 3 артиллерийских орудия, несколько самолётов, 1 паровоз и около 20 солдат и офицеров. Пройдя с боями 80 километров, экипаж Матвиенко захватил переправу через Одер и удерживал её до подхода основных сил. В тех боях Матвиенко лично уничтожил 2 танка противника.
Указом Президиума Верховного Совета СССР от 27 февраля 1945 года гвардии сержант Матвеенко Матвей Григорьевич (так в указе) был удостоен высокого звания Героя Советского Союза с вручением ордена Ленина и медали «Золотая Звезда» за номером 4920.
В 1945 году вступил в ВКП(б), в 1952 году партия переименована в КПСС.
После войны продолжал службу в рядах Советской Армии. 
В 1950 году Матвиенко был демобилизован. Проживал в городе Куртамыш Куртамышского района Курганской области, работал сначала водителем в автомобильном хозяйстве, в «Сельхозтехнике». С 1952 года по 1968 год работал инструктором-водителем и автомехаником автомотоклуба ДОСААФ СССР.
Андрей Григорьевич Матвиенко умер 11 октября 1984 года, похоронен в городе Куртамыше Куртамышского района Курганской области, ныне город — административный центр Куртамышского муниципального округа той же области.

## Награды
- Герой Советского Союза, 27 февраля 1945 года[3][4]
  - Орден Ленина
  - Медаль «Золотая Звезда» № 4920
- Орден Красного Знамени, 14 февраля 1945 года[5]
- Медали, в т.ч.:[2].
  - Медаль «За боевые заслуги», 18 мая 1945 года
  - Медаль «За взятие Берлина», 1945 год
- Медаль Победы и Свободы, Польша
- Победитель социалистического соревнования

## Память
- В селе Баган (Новосибирская область) именем героя названа улица.
- В селе Баган, у Мемориала Славы, установлены бюсты Героев (А.Г. Матвиенко, Г.А. Приходько, Н.Г. Шепелев); открыты 21 августа 2011 года — 54°06′02″ с. ш. 77°39′49″ в. д.HGЯO
- 7 мая 2015 года на Куртамышском аэродроме был открыт Мемориал Героям Советского Союза — уроженцам Куртамышского района (Т.А. Бояринцев, И.Н. Лоскутников, И.Н. Васильев, Г.А. Борисов, Г.Н. Зубов, А.Г. Матвиенко) — 54°55′18″ с. ш. 64°28′04″ в. д.HGЯO[6][7]
- Мемориальная доска на здании Куртамышской образцовой автошколы (ныне ПОУ «Куртамышская автомобильная школа ДОСААФ России»), установлена 9 декабря 2010 года, г. Куртамыш, ул. Пролетарская, д. 8  — 54°55′23″ с. ш. 64°27′28″ в. д.HGЯO[8]
- Мемориальная доска на здании Бочанихинской школы, село Бочаниха Баганского района Новосибирской области, ул. Мира, д. 59 — 54°11′06″ с. ш. 77°40′43″ в. д.HGЯO
- В Новосибирске его имя увековечено на Аллее Героев у Монумента Славы  — 54°59′13″ с. ш. 82°52′26″ в. д.HGЯO
- Избирательному участку № 511 в городе Куртамыше присвоено имя Героя в феврале 2012 года. Избирательный участок расположен в здании автошколы, где Андрей Матвиенко проработал много лет инструктором[9].
- Борис Иванович Согрин «Баллада о подвиге Героя Советского Союза Андрея Матвиенко», опубликована в газете «Куртамышская нива» № 6 от 12 февраля 2015 года[10]

## Семья
Андрей Матвиенко был женат, воспитал дочь.